# Svédország az 1976. évi nyári olimpiai játékokon
Svédország a kanadai Montréalban megrendezett 1976. évi nyári olimpiai játékok egyik részt vevő nemzete volt. Az országot az olimpián 16 sportágban 116 sportoló képviselte, akik összesen 5 érmet szereztek.

## Érmesek
| Érem  | Versenyző                                                              | Sportág      | Versenyszám             |
| ----- | ---------------------------------------------------------------------- | ------------ | ----------------------- |
| Arany | Anders Gärderud                                                        | Atlétika     | Férfi 3000 m akadály    |
| Arany | Bernt Johansson                                                        | Kerékpározás | Férfi mezőnyverseny     |
| Arany | John Albrechtson Ingvar Hansson                                        | Vitorlázás   | Tempest                 |
| Arany | Rolf Edling Carl von Essen Göran Flodström Leif Högström Hans Jacobson | Vívás        | Férfi párbajtőr, csapat |
| Ezüst | Ulrika Knape                                                           | Műugrás      | Női egyéni toronyugrás  |

## Atlétika
Férfi
| Versenyző           | Versenyszám     | Előfutam         | Előfutam         | Előfutam         | Negyeddöntő | Negyeddöntő | Negyeddöntő | Elődöntő | Elődöntő | Elődöntő | Döntő   | Döntő    |
| Versenyző           | Versenyszám     | Idő              | Hely.            | Össz.            | Idő         | Hely.       | Össz.       | Idő      | Hely.    | Össz.    | Idő     | Helyezés |
| ------------------- | --------------- | ---------------- | ---------------- | ---------------- | ----------- | ----------- | ----------- | -------- | -------- | -------- | ------- | -------- |
| Christer Garpenborg | 100 m           | 10,64            | 4.               | 22.**            | 10,63       | 8.          | 24.         | kiesett  | kiesett  | kiesett  | kiesett | kiesett  |
| Thorsten Johansson  | 200 m           | 21,05            | 2.               | 6.               | 21,08       | 5.          | 16.         | kiesett  | kiesett  | kiesett  | kiesett | kiesett  |
| Åke Svenson         | 800 m           | 1:48,86          | 4.               | 28.              |             |             |             | kiesett  | kiesett  | kiesett  | kiesett | kiesett  |
| Åke Svenson         | 1500 m          | 3:44,42          | 4.               | 28.              |             |             |             | kiesett  | kiesett  | kiesett  | kiesett | kiesett  |
| Ulf Högberg         | 1500 m          | 3:47,96          | 6.               | 38.              |             |             |             | kiesett  | kiesett  | kiesett  | kiesett | kiesett  |
| Anders Gärderud     | 1500 m          | nem állt rajthoz | nem állt rajthoz | nem állt rajthoz |             |             |             | kiesett  | kiesett  | kiesett  | kiesett | kiesett  |
| Anders Gärderud     | 3000 m akadály  | 8:21,43          | 3.               | 5.               |             |             |             |          |          |          | 8:08,02 |          |
| Dan Glans           | 3000 m akadály  | 8:23,73          | 3.               | 6.               |             |             |             |          |          |          | 8:21,53 | 7.       |
| Göran Bengtsson     | Maraton         |                  |                  |                  |             |             |             |          |          |          | 2:17:39 | 14.      |
| Bengt Simonsen      | 20 km gyaloglás |                  |                  |                  |             |             |             |          |          |          | 1:35:31 | 26.      |

| Versenyző        | Versenyszám   | Selejtező                | Selejtező                | Döntő                    | Döntő                    |
| Versenyző        | Versenyszám   | Eredmény                 | Helyezés                 | Eredmény                 | Helyezés                 |
| ---------------- | ------------- | ------------------------ | ------------------------ | ------------------------ | ------------------------ |
| Rune Almén       | Magasugrás    | 216 cm                   | 14.                      | 218 cm                   | 10.                      |
| Kjell Isaksson   | Rúdugrás      | 510 cm                   | 1.***                    | érvényes kísérlet nélkül | érvényes kísérlet nélkül |
| Ingemar Jernberg | Rúdugrás      | érvényes kísérlet nélkül | érvényes kísérlet nélkül | kiesett                  | kiesett                  |
| Hans Almström    | Súlylökés     | 18,76 m                  | 17.                      | kiesett                  | kiesett                  |
| Hans Höglund     | Súlylökés     | 19,76 m                  | 8.                       | 20,17 m                  | 8.                       |
| Ricky Bruch      | Diszkoszvetés | 58,06 m                  | 20.                      | kiesett                  | kiesett                  |

| Versenyző       | Versenyszám | 100 m | 100 m | Távolugrás | Távolugrás | Súlylökés | Súlylökés | Magasugrás | Magasugrás | 400 m | 400 m | 110 m gát | 110 m gát | Diszkoszvetés | Diszkoszvetés | Rúdugrás | Rúdugrás | Gerelyhajítás | Gerelyhajítás | 1500 m  | 1500 m | Végeredmény | Végeredmény |
| Versenyző       | Versenyszám | Idő   | Pont  | Eredmény   | Pont       | Eredmény  | Pont      | Eredmény   | Pont       | Idő   | Pont  | Idő       | Pont      | Eredmény      | Pont          | Eredmény | Pont     | Eredmény      | Pont          | Idő     | Pont   | Pont        | Helyezés    |
| --------------- | ----------- | ----- | ----- | ---------- | ---------- | --------- | --------- | ---------- | ---------- | ----- | ----- | --------- | --------- | ------------- | ------------- | -------- | -------- | ------------- | ------------- | ------- | ------ | ----------- | ----------- |
| Runald Beckman  | Tízpróba    | 11,02 | 856   | 695 cm     | 802        | 13,54 m   | 700       | 188 cm     | 696        | 50,66 | 784   | 15,62     | 776       | 42,40 m       | 713           | 400 cm   | 617      | 58,14 m       | 710           | 4:57,28 | 575    | 7229        | 20.         |
| Lennart Hedmark | Tízpróba    | 11,36 | 782   | 709 cm     | 835        | 15,00 m   | 790       | 191 cm     | 723        | 49,80 | 824   | 14,79     | 875       | 46,42 m       | 796           | 430 cm   | 702      | 78,58 m       | 1021          | 4:44,28 | 654    | 8002        | 8.          |
| Raimo Pihl      | Tízpróba    | 10,93 | 876   | 699 cm     | 811        | 15,55 m   | 824       | 200 cm     | 803        | 47,97 | 911   | 15,81     | 754       | 44,30 m       | 752           | 440 cm   | 731      | 77,34 m       | 1002          | 4:28,76 | 753    | 8217        | 4.          |

Női
| Versenyző     | Versenyszám | Előfutam | Előfutam | Előfutam | Negyeddöntő | Negyeddöntő | Negyeddöntő | Elődöntő | Elődöntő | Elődöntő | Döntő   | Döntő    |
| Versenyző     | Versenyszám | Idő      | Hely.    | Össz.    | Idő         | Hely.       | Össz.       | Idő      | Hely.    | Össz.    | Idő     | Helyezés |
| ------------- | ----------- | -------- | -------- | -------- | ----------- | ----------- | ----------- | -------- | -------- | -------- | ------- | -------- |
| Linda Haglund | 100 m       | 11,40    | 2.       | 12.*     | 11,48       | 4.          | 15.         | 11,41    | 8.       | 14.      | kiesett | kiesett  |

| Versenyző         | Versenyszám | Selejtező | Selejtező | Döntő    | Döntő    |
| Versenyző         | Versenyszám | Eredmény  | Helyezés  | Eredmény | Helyezés |
| ----------------- | ----------- | --------- | --------- | -------- | -------- |
| Annette Tånnander | Magasugrás  | 180 cm    | 18.**     | 187 cm   | 7.       |

* - egy másik versenyzővel azonos időt ért el

** - két másik versenyzővel azonos eredményt/időt ért el

*** - tíz másik versenyzővel azonos eredményt ért el

## Birkózás
Kötöttfogású
| Versenyző        | Versenyszám | 1. forduló                           | 2. forduló                             | 3. forduló                          | 4. forduló                      | 5. forduló                            | 6. forduló                               | 7. forduló        | Döntő             | Helyezés    |
| Versenyző        | Versenyszám | Ellenfél Eredmény                    | Ellenfél Eredmény                      | Ellenfél Eredmény                   | Ellenfél Eredmény               | Ellenfél Eredmény                     | Ellenfél Eredmény                        | Ellenfél Eredmény | Ellenfél Eredmény | Helyezés    |
| ---------------- | ----------- | ------------------------------------ | -------------------------------------- | ----------------------------------- | ------------------------------- | ------------------------------------- | ---------------------------------------- | ----------------- | ----------------- | ----------- |
| Per Lindholm     | 57 kg       | Ivica Frgić (YUG) · 1-8              | Hans-Jürgen Veil (FRG) · 7-7           | Doncsecz József (HUN) · kizárták    | kiesett                         | kiesett                               |                                          |                   | kiesett           | helyezetlen |
| Lars Malmkvist   | 62 kg       | Ion Păun (ROU) · kétvállas           | Lionel Lacaze (FRA) · 13-2             | Sztéliosz Mijákisz (GRE) · kizárták | kiesett                         | kiesett                               | kiesett                                  | kiesett           | kiesett           | helyezetlen |
| Lars-Erik Skiöld | 68 kg       | Markku Yli-Isotalo (FIN) · kétvállas | Ja'far Alizadeh Koldkeshi (IRI) · 22-8 | Toma Ferenc (HUN) · 13-2            | Erol Mutlu (TUR) · 10-7         | Manfred Schöndorfer (FRG) · kétvállas | Ştefan Rusu (ROU) · kizárták             |                   | kiesett           | 4.          |
| Jan Karlsson     | 74 kg       | Gheorghe Ciobotaru (ROU) · kizárták  | Hans Kiss (AUT) · kétvállas            | Nagatomo Jaszuo (JPN) · 10-5        | Klaus-Peter Göpfert (GDR) · 5-9 | kiesett                               |                                          |                   | kiesett           | 7.          |
| Leif Andersson   | 82 kg       | Franz Pitschman (AUT) · kétvállas    | Ion Enache (ROU) · 4-6                 | erőnyerő                            | Adam Ostrowski (POL) · 9-6      | Takanisi Kazuhiro (JPN) · kétvállas   | Vlagyimir Csebokszarov (URS) · kétvállas |                   | kiesett           | 4.          |
| Frank Andersson  | 90 kg       | Hashem Kolahi (IRI) · 25-9           | Ambroise Sarr (SEN) · kétvállas        | Sztojan Nikolov (BUL) · 4-10        | Darko Nišavić (YUG) · 2-3       | kiesett                               |                                          |                   | kiesett           | 5.          |
| Arne Robertsson  | +100 kg     | Richard Wolff (FRG) · kizárták       | Roman Codreanu (ROU) · kizárták        | kiesett                             | kiesett                         |                                       |                                          |                   | kiesett           | helyezetlen |

Szabadfogású
| Versenyző       | Versenyszám | 1. forduló                    | 2. forduló                    | 3. forduló                      | 4. forduló              | 5. forduló                      | 6. forduló        | Döntő             | Helyezés    |
| Versenyző       | Versenyszám | Ellenfél Eredmény             | Ellenfél Eredmény             | Ellenfél Eredmény               | Ellenfél Eredmény       | Ellenfél Eredmény               | Ellenfél Eredmény | Ellenfél Eredmény | Helyezés    |
| --------------- | ----------- | ----------------------------- | ----------------------------- | ------------------------------- | ----------------------- | ------------------------------- | ----------------- | ----------------- | ----------- |
| Lennart Lundell | 68 kg       | Rafael González (PUR) · 16-13 | Rami Miron (ISR) · 3-16       | Doncso Zsekov (BUL) · 3-17      | kiesett                 | kiesett                         | kiesett           | kiesett           | helyezetlen |
| Jan Karlsson    | 74 kg       | Bruce Akers (AUS) · 24-1      | Fred Hempel (GDR) · 4-11      | Stanley Dziedzic (USA) · 5-11   | kiesett                 | kiesett                         |                   | kiesett           | helyezetlen |
| Frank Andersson | 90 kg       | Maurice Allan (GBR) · 32-4    | Levan Tediasvili (URS) · 2-16 | Peter Neumair (FRG) · kétvállas | Terry Paice (CAN) · 8-3 | Horst Stottmeister (GDR) · 6-17 | kiesett           | kiesett           | 7.          |

## Cselgáncs
| Versenyző     | Versenyszám  | Csoport | Selejtező         | 32-es főtábla                                         | Nyolcaddöntő            | Negyeddöntő                  | Elődöntő          | Vigaszág negyeddöntő | Vigaszág elődöntő | Bronz- mérkőzés   | Döntő             | Helyezés    |
| Versenyző     | Versenyszám  | Csoport | Ellenfél Eredmény | Ellenfél Eredmény                                     | Ellenfél Eredmény       | Ellenfél Eredmény            | Ellenfél Eredmény | Ellenfél Eredmény    | Ellenfél Eredmény | Ellenfél Eredmény | Ellenfél Eredmény | Helyezés    |
| ------------- | ------------ | ------- | ----------------- | ----------------------------------------------------- | ----------------------- | ---------------------------- | ----------------- | -------------------- | ----------------- | ----------------- | ----------------- | ----------- |
| Bertil Strom  | Középsúly    | B       |                   | Pak Jongcshol (Park Yeong-cheol) (KOR) · visszalépett | kiesett                 | kiesett                      | kiesett           |                      |                   |                   |                   | helyezetlen |
| Johan Schåltz | Félnehézsúly | B       | erőnyerő          | Johann Pollak (AUT) · GY                              | Jorge Comrie (PAN) · GY | Jörg Röthlisberger (SUI) · V | kiesett           |                      |                   |                   |                   | 10.         |
| Johan Schåltz | Nyílt        | B       |                   | José Chandri (PUR) · GY                               | Klaus Wallas (AUT) · V  | kiesett                      | kiesett           |                      |                   |                   |                   | 11.         |

## Evezés
Férfi
| Versenyző                          | Versenyszám  | Előfutam | Előfutam | Vigaszág | Vigaszág | Elődöntő | Elődöntő | Döntő | Döntő   | Döntő | Helyezés |
| Versenyző                          | Versenyszám  | Idő      | Hely.    | Idő      | Hely.    | Idő      | Hely.    | Típus | Idő     | Hely. | Helyezés |
| ---------------------------------- | ------------ | -------- | -------- | -------- | -------- | -------- | -------- | ----- | ------- | ----- | -------- |
| Hans Svensson                      | Egypárevezős | 7:40,82  | 3.       | erőnyerő | erőnyerő | 7:00,60  | 4.       | B     | 7:59,36 | 3.    | 9.       |
| Jean-Henrik Martell Lennart Bälter | Kétpárevezős | 6:44,10  | 2.       | erőnyerő | erőnyerő | 6:35,51  | 5.       | B     | 7:25,57 | 5.    | 11.      |

## Íjászat
| Versenyző          | Versenyszám  | 1. forduló | 1. forduló | 2. forduló | 2. forduló | Összesítés | Összesítés |
| Versenyző          | Versenyszám  | Pont       | Hely.      | Pont       | Hely.      | Pont       | Helyezés   |
| ------------------ | ------------ | ---------- | ---------- | ---------- | ---------- | ---------- | ---------- |
| Gunnar Jervill     | Férfi egyéni | 1196       | 9.         | 1210       | 15.        | 2406       | 14.        |
| Rolf Svensson      | Férfi egyéni | 1204       | 7.         | 1208       | 17.        | 2412       | 11.        |
| Anna-Lisa Berglund | Női egyéni   | 1199       | 6.         | 1141       | 17.        | 2340       | 11.        |
| Lena Sjöholm       | Női egyéni   | 1123       | 19.        | 1199       | 8.         | 2322       | 13.        |

## Kajak-kenu
Férfi
| Versenyző                                                       | Versenyszám         | Előfutam | Előfutam | Előfutam | Vigaszág | Vigaszág | Vigaszág | Elődöntő | Elődöntő | Elődöntő | Döntő   | Döntő    |
| Versenyző                                                       | Versenyszám         | Idő      | Hely.    | Össz.    | Idő      | Hely.    | Össz.    | Idő      | Hely.    | Össz.    | Idő     | Helyezés |
| --------------------------------------------------------------- | ------------------- | -------- | -------- | -------- | -------- | -------- | -------- | -------- | -------- | -------- | ------- | -------- |
| Berndt Andersson                                                | Kajak egyes 1000 m  | 3:57,00  | 4.       | 6.       | 4:08,62  | 2.       | 5.       | 3:47,97  | 3.       | 5.       | 3:52,64 | 6.       |
| Anders Andersson Lars Andersson                                 | Kajak kettes 500 m  | 1:42,56  | 4.       | 6.       | 1:43,60  | 1.       | 2.       | 1:39,86  | 2.       | 6.       | 1:39,63 | 7.       |
| Anders Andersson Lars Andersson                                 | Kajak kettes 1000 m | 3:34,43  | 2.       | 6.       | erőnyerő | erőnyerő | erőnyerő | 3:28,27  | 4.       | 6.       | kiesett | kiesett  |
| Kjell Hasselqvist Anders Larsson Håkan Mattsson Sakari Peltonen | Kajak négyes 1000 m | 3:14,24  | 4.       | 10.      | 3:08,72  | 1.       | 2.       | 3:17,60  | 5.       | 12.      | kiesett | kiesett  |
| Göran Backlund                                                  | Kenu egyes 500 m    | 2:14,82  | 6.       | 10.      | 2:07,81  | 3.       | 5.       | 2:13,83  | 4.       | 11.      | kiesett | kiesett  |
| Göran Backlund                                                  | Kenu egyes 1000 m   | 4:29,36  | 4.       | 9.       | 4:16,29  | 3.       | 4.       | 4:20,93  | 4.       | 9.       | kiesett | kiesett  |
| Bernt Lindelöf Eric Zeidlitz                                    | Kenu kettes 500 m   | 1:58,86  | 4.       | 6.       | 1:53,94  | 3.       | 3.       | 1:55,69  | 4.       | 12.      | kiesett | kiesett  |
| Bernt Lindelöf Eric Zeidlitz                                    | Kenu kettes 1000 m  | 3:49,53  | 3.       | 3.       | erőnyerő | erőnyerő | erőnyerő | 4:00,26  | 2.       | 8.       | 4:07,84 | 9.       |

Női
| Versenyző    | Versenyszám       | Előfutam | Előfutam | Előfutam | Vigaszág | Vigaszág | Vigaszág | Elődöntő | Elődöntő | Elődöntő | Döntő   | Döntő    |
| Versenyző    | Versenyszám       | Idő      | Hely.    | Össz.    | Idő      | Hely.    | Össz.    | Idő      | Hely.    | Össz.    | Idő     | Helyezés |
| ------------ | ----------------- | -------- | -------- | -------- | -------- | -------- | -------- | -------- | -------- | -------- | ------- | -------- |
| Marita Skogh | Kajak egyes 500 m | 2:22,14  | 7.       | 14.      | 2:14,60  | 4.       | 8.       | kiesett  | kiesett  | kiesett  | kiesett | kiesett  |

## Kerékpározás

### Országúti kerékpározás
Férfi
| Versenyző                                                  | Versenyszám     | Idő             | Helyezés      |
| ---------------------------------------------------------- | --------------- | --------------- | ------------- |
| Leif Hansson                                               | Mezőnyverseny   | nem ért célba   | nem ért célba |
| Bernt Johansson                                            | Mezőnyverseny   | 4:46:52         |               |
| Sven-Åke Nilsson                                           | Mezőnyverseny   | 4:49:01 (+2:09) | 29.           |
| Alf Segersäll                                              | Mezőnyverseny   | nem ért célba   | nem ért célba |
| Tord Filipsson Bernt Johansson Sven-Åke Nilsson Tommy Prim | Csapat időfutam | 2:13:13 (+4:20) | 7.            |

## Lovaglás
Díjugratás
| Versenyző        | Ló         | Versenyszám | 1. forduló | 1. forduló | 2. forduló | 2. forduló | Összesen | Összesen |
| Versenyző        | Ló         | Versenyszám | Pont       | Hely.      | Pont       | Hely.      | Pont     | Helyezés |
| ---------------- | ---------- | ----------- | ---------- | ---------- | ---------- | ---------- | -------- | -------- |
| Jan-Olof Wannius | Kil Kellen | Egyéni      | 20,00      | 30.        | kiesett    | kiesett    | 20,00    | 30.*     |

* - öt másik versenyzővel azonos eredményt ért el

## Műugrás
Női
| Versenyző         | Versenyszám        | Selejtező | Selejtező | Döntő   | Döntő    |
| Versenyző         | Versenyszám        | Pont      | Helyezés  | Pont    | Helyezés |
| ----------------- | ------------------ | --------- | --------- | ------- | -------- |
| Agneta Henrikson  | Egyéni műugrás     | 404,19    | 12.       | kiesett | kiesett  |
| Ulrika Knape      | Egyéni műugrás     | 416,94    | 11.       | kiesett | kiesett  |
| Ulrika Knape      | Egyéni toronyugrás | 410,40    | 1.        | 402,60  |          |
| Susanne Wetteskog | Egyéni toronyugrás | 299,46    | 23.       | kiesett | kiesett  |
| Susanne Wetteskog | Egyéni műugrás     | 369,15    | 20.       | kiesett | kiesett  |

## Ökölvívás
| Versenyző    | Versenyszám   | Selejtező                     | 32-es főtábla                          | Nyolcaddöntő               | Negyeddöntő              | Elődöntő          | Döntő             | Helyezés |
| Versenyző    | Versenyszám   | Ellenfél Eredmény             | Ellenfél Eredmény                      | Ellenfél Eredmény          | Ellenfél Eredmény        | Ellenfél Eredmény | Ellenfél Eredmény | Helyezés |
| ------------ | ------------- | ----------------------------- | -------------------------------------- | -------------------------- | ------------------------ | ----------------- | ----------------- | -------- |
| Ove Lundby   | Könnyűsúly    | erőnyerő                      | Newton Chisanga (ZAM) · nem vett részt | erőnyerő                   | Simion Cuţov (ROU) · 0-5 | kiesett           | kiesett           | 5.       |
| Ulf Carlsson | Kisváltósúly  | Sugar Ray Leonard (USA) · 0-5 | kiesett                                | kiesett                    | kiesett                  | kiesett           | kiesett           | 25.      |
| Leo Vainonen | Nagyváltósúly |                               | Jorge Amparo (DOM) · 4-1               | Kalevi Kosunen (FIN) · RSC | kiesett                  | kiesett           | kiesett           | 9.       |

## Öttusa
| Versenyző                              | Versenyszám | Lovaglás | Lovaglás | Lovaglás | Lovaglás | Vívás    | Vívás | Vívás  | Lövészet | Lövészet | Lövészet | Úszás   | Úszás | Úszás | Futás   | Futás | Futás | Összesen    | Összesen |
| Versenyző                              | Versenyszám | Idő      | Bünt.    | Pont     | Hely.    | Eredmény | Pont  | Hely.  | Pontszám | Pont     | Hely.    | Idő     | Pont  | Hely. | Idő     | Pont  | Hely. | Összes pont | Helyezés |
| -------------------------------------- | ----------- | -------- | -------- | -------- | -------- | -------- | ----- | ------ | -------- | -------- | -------- | ------- | ----- | ----- | ------- | ----- | ----- | ----------- | -------- |
| Gunnar Jacobson                        | Egyéni      | 1:52,6   | 0        | 1100     | 9.       | 23–22    | 784   | 18.*** | 184      | 780      | 37.*     | 3:41,11 | 1104  | 28.   | 13:50,2 | 1075  | 40.   | 4843        | 32.      |
| Bengt Lager                            | Egyéni      | 1:45,8   | 32       | 1068     | 17.      | 19–26    | 688   | 35.**  | 185      | 802      | 34.      | 3:39,43 | 1120  | 25.   | 12:51,5 | 1252  | 7.    | 4930        | 24.      |
| Hans Lager                             | Egyéni      | 1:52,1   | 0        | 1100     | 8.       | 19–26    | 688   | 35.**  | 183      | 758      | 39.      | 3:23,66 | 1244  | 5.    | 13:00,3 | 1225  | 12.   | 5015        | 20.      |
| Gunnar Jacobson Bengt Lager Hans Lager | Csapat      |          |          | 3268     | 1.       |          | 2318  | 7.     |          | 2340     | 11.      |         | 3468  | 6.    |         | 3552  | 6.    | 14946       | 8.       |

* - egy másik versenyzővel azonos eredményt ért el

** - három másik versenyzővel azonos eredményt ért el

*** - öt másik versenyzővel azonos eredményt ért el

## Sportlövészet
Nyílt
| Versenyző          | Versenyszám           | Pont | Helyezés |
| ------------------ | --------------------- | ---- | -------- |
| Curt Andersson     | Gyorstüzelő pisztoly  | 586  | 20.      |
| Ove Gunnarsson     | Gyorstüzelő pisztoly  | 586  | 20.      |
| Kjell Jacobsson    | Szabadpisztoly        | 552  | 14.      |
| Ragnar Skanåker    | Szabadpisztoly        | 559  | 5.       |
| Karl-Axel Karlsson | Futócéllövészet       | 565  | 7.       |
| Gunnar Svensson    | Futócéllövészet       | 561  | 11.      |
| Sven Johansson     | Sportpuska, fekvő     | 588  | 31.      |
| Sven Johansson     | Sportpuska, összetett | 1152 | 5.       |
| Stefan Thynell     | Sportpuska, összetett | 1140 | 18.      |
| Stefan Thynell     | Sportpuska, fekvő     | 585  | 47.      |
| Johnny Påhlsson    | Trap                  | 181  | 10.      |
| Åke Call           | Skeet                 | 189  | 30.      |
| Anders Carlsson    | Skeet                 | 192  | 14.      |

## Súlyemelés
| Versenyző        | Versenyszám | Szakítás                 | Szakítás                 | Lökés    | Lökés    | Összesen | Helyezés |
| Versenyző        | Versenyszám | Eredmény                 | Helyezés                 | Eredmény | Helyezés | Összesen | Helyezés |
| ---------------- | ----------- | ------------------------ | ------------------------ | -------- | -------- | -------- | -------- |
| Arne Norrback    | 60 kg       | érvényes kísérlet nélkül | érvényes kísérlet nélkül | kiesett  | kiesett  | kiesett  | kiesett  |
| Stefan Jacobsson | 82,5 kg     | 147,5                    | 6.                       | 170,0    | 10.      | 317,5    | 6.       |
| Lennart Dahlgren | 110 kg      | 155,0                    | 13.                      | 200,0    | 8.       | 355,0    | 11.      |
| Leif Nilsson     | 110 kg      | 157,5                    | 12.                      | 207,5    | 6.       | 365,0    | 7.       |
| Jan-Olof Nolsjö  | +110 kg     | 152,5                    | 8.                       | 185,0    | 8.       | 337,5    | 8.       |

## Úszás
Férfi
| Versenyző                                                     | Versenyszám            | Előfutam | Előfutam | Előfutam | Elődöntő | Elődöntő | Elődöntő | Döntő   | Döntő    |
| Versenyző                                                     | Versenyszám            | Idő      | Hely.    | Össz.    | Idő      | Hely.    | Össz.    | Idő     | Helyezés |
| ------------------------------------------------------------- | ---------------------- | -------- | -------- | -------- | -------- | -------- | -------- | ------- | -------- |
| Dan Larsson                                                   | 100 m gyors            | 53,81    | 5.       | 23.      | kiesett  | kiesett  | kiesett  | kiesett | kiesett  |
| Svante Rasmuson                                               | 100 m gyors            | 53,20    | 4.       | 14.*     | 53,34    | 8.       | 16.      | kiesett | kiesett  |
| Bengt Gingsjö                                                 | 200 m gyors            | 1:56,31  | 3.       | 27.      |          |          |          | kiesett | kiesett  |
| Bengt Gingsjö                                                 | 400 m gyors            | 4:04,68  | 4.       | 28.      |          |          |          | kiesett | kiesett  |
| Bengt Jönsson                                                 | 400 m gyors            | 4:07,28  | 4.       | 31.      |          |          |          | kiesett | kiesett  |
| Peter Pettersson                                              | 400 m gyors            | 4:04,15  | 4.       | 25.      |          |          |          | kiesett | kiesett  |
| Peter Pettersson                                              | 200 m gyors            | 1:56,51  | 4.       | 28.      |          |          |          | kiesett | kiesett  |
| Anders Bellbring                                              | 200 m gyors            | 1:57,20  | 5.       | 29.      |          |          |          | kiesett | kiesett  |
| Anders Bellbring                                              | 200 m pillangó         | 2:07,03  | 4.       | 23.      |          |          |          | kiesett | kiesett  |
| Pär Arvidsson                                                 | 200 m pillangó         | 2:03,79  | 3.       | 11.      |          |          |          | kiesett | kiesett  |
| Pär Arvidsson                                                 | 100 m pillangó         | 57,17    | 3.       | 16.      | 56,93    | 7.       | 15.      | kiesett | kiesett  |
| Mikael Brandén                                                | 100 m hát              | 1:01,05  | 5.       | 29.*     | kiesett  | kiesett  | kiesett  | kiesett | kiesett  |
| Leif Ericsson                                                 | 200 m hát              | 2:07,57  | 2.       | 11.      |          |          |          | kiesett | kiesett  |
| Anders Norling                                                | 100 m mell             | 1:06,52  | 3.       | 17.      | kiesett  | kiesett  | kiesett  | kiesett | kiesett  |
| Anders Norling                                                | 200 m mell             | 2:24,61  | 3.       | 13.      |          |          |          | kiesett | kiesett  |
| Pär Arvidsson Peter Pettersson Anders Bellbring Bengt Gingsjö | 4 × 200 m gyorsváltó   | 7:41,82  | 2.       | 7.       |          |          |          | 7:42,84 | 7.       |
| Mikael Brandén Anders Norling Bengt Gingsjö Dan Larsson       | 4 × 100 m vegyes váltó | 3:58,82  | 5.       | 11.      |          |          |          | kiesett | kiesett  |

Női
| Versenyző                                                             | Versenyszám            | Előfutam | Előfutam | Előfutam | Elődöntő | Elődöntő | Elődöntő | Döntő   | Döntő    |
| Versenyző                                                             | Versenyszám            | Idő      | Hely.    | Össz.    | Idő      | Hely.    | Össz.    | Idő     | Helyezés |
| --------------------------------------------------------------------- | ---------------------- | -------- | -------- | -------- | -------- | -------- | -------- | ------- | -------- |
| Ida Hansson                                                           | 100 m gyors            | 1:00,22  | 4.       | 23.      | kiesett  | kiesett  | kiesett  | kiesett | kiesett  |
| Diana Olsson                                                          | 100 m gyors            | 1:00,46  | 5.       | 26.      | kiesett  | kiesett  | kiesett  | kiesett | kiesett  |
| Pia Mårtensson                                                        | 100 m gyors            | 59,15    | 3.       | 20.      | kiesett  | kiesett  | kiesett  | kiesett | kiesett  |
| Pia Mårtensson                                                        | 200 m gyors            | 2:09,85  | 5.       | 25.      |          |          |          | kiesett | kiesett  |
| Gunilla Lundberg                                                      | 200 m gyors            | 2:09,51  | 4.       | 24.      |          |          |          | kiesett | kiesett  |
| Gunilla Lundberg                                                      | 100 m hát              | 1:07,73  | 6.       | 25.      | kiesett  | kiesett  | kiesett  | kiesett | kiesett  |
| Anette Fredriksson                                                    | 100 m mell             | 1:17,16  | 3.*      | 21.*     | kiesett  | kiesett  | kiesett  | kiesett | kiesett  |
| Anette Fredriksson                                                    | 200 m mell             | 2:45,31  | 6.       | 24.      |          |          |          | kiesett | kiesett  |
| Ann-Sofi Roos                                                         | 200 m mell             | 2:41,38  | 3.       | 13.      |          |          |          | kiesett | kiesett  |
| Ann-Sofi Roos                                                         | 100 m mell             | 1:18,61  | 4.       | 28.      | kiesett  | kiesett  | kiesett  | kiesett | kiesett  |
| Gunilla Andersson                                                     | 100 m pillangó         | 1:04,48  | 3.       | 18.      | kiesett  | kiesett  | kiesett  | kiesett | kiesett  |
| Gunilla Andersson                                                     | 200 m pillangó         | 2:22,04  | 4.       | 22.      |          |          |          | kiesett | kiesett  |
| Pia Mårtensson Ylva Persson Diana Olsson Ida Hansson Gunilla Lundberg | 4 × 100 m gyorsváltó   | 3:57,48  | 4.       | 7.       |          |          |          | 3:57,25 | 7.       |
| Gunilla Lundberg Anette Fredriksson Gunilla Andersson Ylva Persson    | 4 × 100 m vegyes váltó | 4:29,46  | 4.       | 10.      |          |          |          | kiesett | kiesett  |

* - egy másik versenyzővel azonos időt ért el

## Vitorlázás
Nyílt
| Versenyző                                      | Versenyszám     | Futam  | Futam  | Futam  | Futam | Futam  | Futam  | Futam | Pontszám | Helyezés |
| Versenyző                                      | Versenyszám     | 1      | 2      | 3      | 4     | 5      | 6      | 7     | Pontszám | Helyezés |
| ---------------------------------------------- | --------------- | ------ | ------ | ------ | ----- | ------ | ------ | ----- | -------- | -------- |
| Kent Carlsson                                  | Finn dingi      | 16,0   | 5,7    | (29,0) | 16,0  | 20,0   | 5,7    | 3,0   | 66,4     | 5.       |
| Lars Johansson Olle Johansson                  | 470-es osztály  | 14,0   | (37,0) | 31,0   | 18,0  | 23,0   | 23,0   | 23,0  | 132,0    | 20.      |
| John Albrechtson Ingvar Hansson                | Tempest         | 8,0    | 0,0    | 3,0    | 0,0   | (13,0) | 3,0    | 0,0   | 14,0     |          |
| Jörgen Kolni Peter Kolni                       | Tornádó         | 15,0   | 13,0   | 5,7    | 3,0   | 15,0   | (18,0) | 5,7   | 57,4     | 5.       |
| Reine Andersson Stefan Sjöström                | Repülő hollandi | (19,0) | 8,0    | 18,0   | 8,0   | 14,0   | 14,0   | 14,0  | 76,0     | 10.      |
| Jörgen Sundelin Peter Sundelin Stefan Sundelin | Soling          | 5,7    | (20,0) | 15,0   | 14,0  | 3,0    | 18,0   | 16,0  | 71,7     | 9.       |

## Vívás
Férfi
| Versenyző                                                              | Versenyszám       | Selejtező | Selejtező | Selejtező | Selejtező | Selejtező | Selejtező | Főtábla                       | Főtábla                       | Vigaszág          | Vigaszág                   | Vigaszág                   | Döntő | Döntő            | Helyezés |
| Versenyző                                                              | Versenyszám       | 1. kör | 1. kör    | 2. kör | 2. kör    | 3. kör | 3. kör    | 1. kör                        | 2. kör                        | 1. kör            | 2. kör                     | 3. kör                     | Döntő | Döntő            | Helyezés |
| Versenyző                                                              | Versenyszám       | Ellenfél Eredmény | Hely.     | Ellenfél Eredmény | Hely.     | Ellenfél Eredmény | Hely.     | Ellenfél Eredmény             | Ellenfél Eredmény             | Ellenfél Eredmény | Ellenfél Eredmény          | Ellenfél Eredmény          | Ellenfél Eredmény | Hely.            | Helyezés |
| ---------------------------------------------------------------------- | ----------------- | --- | --------- | --- | --------- | --- | --------- | ----------------------------- | ----------------------------- | ----------------- | -------------------------- | -------------------------- | --- | ---------------- | -------- |
| Göran Malkar                                                           | Tőr, egyéni       | F. csoport · Somodi Lajos (HUN) · 2-5 · František Koukal (TCH) · 1-5 · Patrice Gaille (SUI) · 3-5 · Graham Paul (GBR) · 0-5 · Thierry Soumagne (BEL) · 0-5 | 6.        | kiesett | kiesett   | kiesett | kiesett   | kiesett                       | kiesett                       | kiesett           | kiesett                    | kiesett                    | kiesett | kiesett          | 52.      |
| Rolf Edling                                                            | Párbajtőr, egyéni | G. csoport · François Suchanecki (SUI) · 4-5 · Omar Vergara (ARG) · 5-1 · Esfandihar Zarnegar (IRI) · 5-0 · Marceli Wiech (POL) · 3-5                      | 3.        | B. csoport · François Suchanecki (SUI) · 5-5 · Jaroslav Jurka (TCH) · 5-3 · Nicola Granieri (ITA) · 5-1 · Edward Bourne (GBR) · 5-0 · Herbert Lindner (AUT) · 5-0   | 1.        | A. csoport · Osztrics István (HUN) · 2-5 · Reinhold Behr (FRG) · 4-5 · Philippe Boisse (FRA) · 5-3 · Karl-Heinz Müller (AUT) · 5-1 · Jeppe Normann (NOR) · 5-2   | 3.        | Jaroslav Jurka (TCH) · 10-8   | Fenyvesi Csaba (HUN) · 10-1   |                   |                            |                            | Hans-Jürgen Hehn (FRG) · 3-5 · Kulcsár Győző (HUN) · 3-5 · Jerzy Janikowski (POL) · 2-5 · Alexander Pusch (FRG) · 5-4 · Osztrics István (HUN) · 5-2 | 6.               | 6.       |
| Göran Flodström                                                        | Párbajtőr, egyéni | F. csoport · Aleksandr Bykov (URS) · 3-5 · Christian Kauter (SUI) · 4-5 · Edward Bozek (USA) · 5-2 · Juan Inostroza (CHI) · 5-3                            | 3.        | D. csoport · Reinhold Behr (FRG) · 3-5 · Christian Kauter (SUI) · 5-5 · Jeppe Normann (NOR) · 5-1 · Zbigniew Matwiejew (POL) · 5-4 · Peter Zobl-Wessely (AUT) · 5-1 | 2.        | B. csoport · Nicolae Iorgu (ROU) · 5-5 · Alexander Pusch (FRG) · 3-5 · Kulcsár Győző (HUN) · 5-2 · François Suchanecki (SUI) · 5-1 · Nicola Granieri (ITA) · 5-5 | 4.        | Nicolae Iorgu (ROU) · 10-10   | Alexander Pusch (FRG) · 7-10  |                   | Reinhold Behr (FRG) · 10-2 | Kulcsár Győző (HUN) · 4-10 | kiesett | kiesett          | 7.       |
| Hans Jacobson                                                          | Párbajtőr, egyéni | B. csoport · Hans-Jürgen Hehn (FRG) · 5-1 · Daniel Feraud (ARG) · 5-1 · George Varaljay (CAN) · 5-1 · Borisz Lukomszkij (URS) · 2-5                        | 1.        | E. csoport · Borisz Lukomszkij (URS) · 4-5 · John Pezza (ITA) · 5-1 · Daniel Giger (SUI) · 5-3 · Pongrácz Antal (ROU) · 5-3 · Kulcsár Győző (HUN) · 3-5             | 2.        | C. csoport · John Pezza (ITA) · 5-5 · Ralph Johnson (GBR) · 5-4 · Borisz Lukomszkij (URS) · 5-1 · Paul Szabo (ROU) · 5-2 · Jerzy Janikowski (POL) · 4-5          | 2.        | Christian Kauter (SUI) · 10-6 | Jerzy Janikowski (POL) · 7-10 |                   | Kulcsár Győző (HUN) · 7-10 | kiesett                    | kiesett | kiesett          | 9.       |
| Rolf Edling Carl von Essen Göran Flodström Leif Högström Hans Jacobson | Párbajtőr, csapat | C. csoport · Hongkong (HKG) · 15-1 · Irán (IRI) · 11-4 · Olaszország (ITA) · 9-7                                                                           | 1.        | erőnyerő | erőnyerő  | |           | Szovjetunió (URS) · 9-4       | Magyarország (HUN) · 8-6      |                   |                            |                            | NSZK (FRG) · 8-5 | NSZK (FRG) · 8-5 |          |

Női
| Versenyző    | Versenyszám | Selejtező | Selejtező | Selejtező | Selejtező | Selejtező | Selejtező | Főtábla                          | Főtábla           | Vigaszág                             | Vigaszág                         | Vigaszág          | Döntő csoport     | Döntő csoport | Helyezés |
| Versenyző    | Versenyszám | 1. kör | 1. kör    | 2. kör | 2. kör    | 3. kör | 3. kör    | 1. kör                           | 2. kör            | 1. kör                               | 2. kör                           | 3. kör            | Döntő csoport     | Döntő csoport | Helyezés |
| Versenyző    | Versenyszám | Ellenfél Eredmény | Hely.     | Ellenfél Eredmény | Hely.     | Ellenfél Eredmény | Hely.     | Ellenfél Eredmény                | Ellenfél Eredmény | Ellenfél Eredmény                    | Ellenfél Eredmény                | Ellenfél Eredmény | Ellenfél Eredmény | Hely.         | Helyezés |
| ------------ | ----------- | --- | --------- | --- | --------- | --- | --------- | -------------------------------- | ----------------- | ------------------------------------ | -------------------------------- | ----------------- | ----------------- | ------------- | -------- |
| Kerstin Palm | Tőr, egyéni | B. csoport · Olga Knyazeva (URS) · 5-1 · Katarína Lokšová-Ráczová (TCH) · 5-2 · Marie-Paule Van Eyck (BEL) · 5-4 · Nancy Uranga (CUB) · 5-1 | 1.        | D. csoport · Tordasi Ildikó (HUN) · 2-5 · Marie-Paule Van Eyck (BEL) · 5-3 · Ana Derșidan-Ene-Pascu (ROU) · 5-0 · Margarita Rodríguez (CUB) · 5-2 · Valentyina Szidorova (URS) · 2-5 | 2.        | C. csoport · Maria Consolata Collino (ITA) · 2-5 · Olga Knyazeva (URS) · 1-5 · Bóbis Ildikó (HUN) · 5-2 · Brigitte Latrille (FRA) · 5-2 · Wendy Ager-Grant (GBR) · 5-2 | 3.        | Valentyina Szidorova (URS) · 4-8 |                   | Grażyna Staszak-Makowska (POL) · 8-1 | Valentyina Szidorova (URS) · 4-8 | kiesett           | kiesett           | kiesett       | 9.       |